# Мисевичский сельсовет
Мисевичский сельсовет — административная единица на территории Вороновского района Гродненской области Республики Беларусь. Административный центр — агрогородок Мисевичи.

## История
29 сентября 2005 г. сельские населённые пункты Курчевцы, Подейки, Пашки, Запрудяны, Березовка, Коломыцкие, Смильгини, Абрамишки, Верхняя Ваверка, Горанцы, Мишкалы, Станкилишки, Градовщина, Трайги, Славная, Еделевцы, хутор Бобровники, хутор Петровка, хутор Провожа и отдельно стоящие хутора деревни Толочки, входившие в состав Заболотского сельсовета, включены в состав Мисевичского сельсовета.

## Состав
Мисевичский сельсовет включает 31 населённый пункт:
- Абрамишки — деревня.
- Берёзовка — деревня.
- Бобровники — хутор.
- Верхняя Ваверка — деревня.
- Горанцы — деревня.
- Градовщина — деревня.
- Драгути — деревня.
- Еделевцы — деревня.
- Запрудяны — деревня.
- Заречаны — деревня.
- Зеневичи — деревня.
- Коломыцкие — деревня.
- Котовичи — деревня.
- Кубельчики — деревня.
- Кукли — деревня.
- Курчевцы — деревня.
- Мантуны — деревня.
- Мисевичи — агрогородок.
- Мишкалы — деревня.
- Новосады — деревня.
- Пашки — деревня.
- Песковцы — деревня.
- Петровка — хутор.
- Подейки — деревня.
- Провожа — хутор
- Севруки — деревня.
- Славная — деревня.
- Смильгини — деревня.
- Станкилишки — деревня.
- Якубовцы — деревня.
- Трайги — деревня.

## Достопримечательность
- Часовня в агрогородке Мисевичи